# Aviation dans la Seconde Guerre mondiale
 (novembre 2014).
Si vous disposez d'ouvrages ou d'articles de référence ou si vous connaissez des sites web de qualité traitant du thème abordé ici, merci de compléter l'article en donnant les références utiles à sa vérifiabilité et en les liant à la section « Notes et références ».
À la fin de la Première Guerre mondiale, un constat s'impose : le champ de bataille n'a plus deux mais trois dimensions. En effet, grâce aux progrès techniques inhérents à tout conflit, une arme nouvelle est apparue : l'avion. Utilisé à partir de 1916 de façon significative, l'avion crée donc une troisième dimension sur les champs de bataille. Cet état de fait oblige les généraux à revoir leurs tactiques de combat, même s'ils gardent la même stratégie. En revanche, ils éprouvent souvent des difficultés à définir l'emploi de cette arme nouvelle. Doit-elle être utilisée comme appui des troupes au sol ? Ou bien doit-elle être un instrument permettant de porter le danger derrière les lignes ennemies ? Lorsque le conflit s'achève, ces questions restent bien souvent en suspens. Cependant, l'avion s'est affirmé comme une arme importante et, à partir de 1918, on s'intéresse de près à son emploi futur dans une éventuelle guerre.

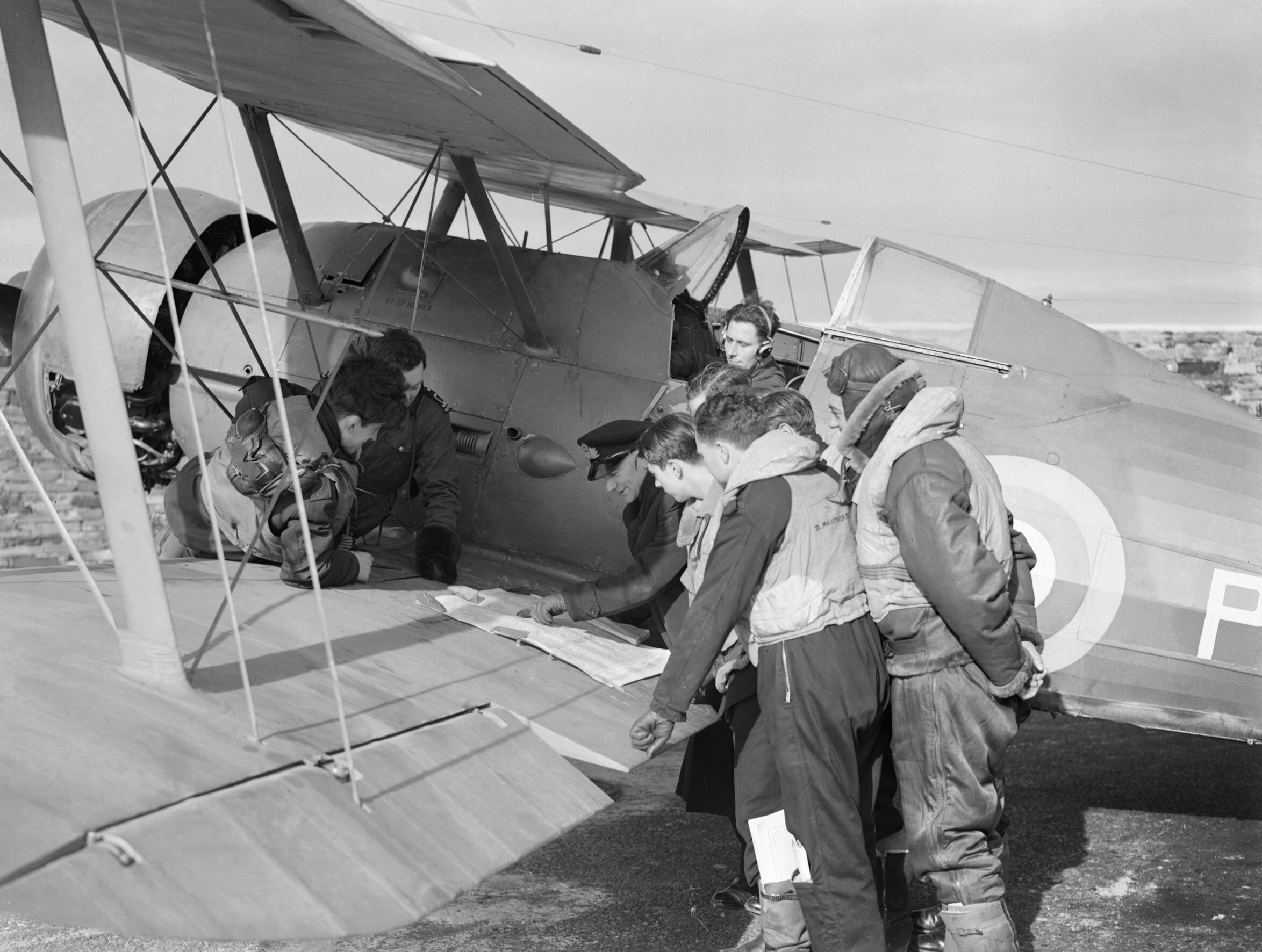
Briefing de pilotes britanniques en avril 1942 à RNAS Hatston aux Orcades.

Certains pays comprennent immédiatement l'importance de l'aviation et la considèrent dès lors comme une armée à part entière. C'est le cas du Royaume-Uni qui crée dès 1918 la Royal Air Force (RAF) en remplacement des RFC (Royal Flying Corps). La RAF est une armée à part entière, c'est-à-dire qu'elle ne dépend ni de la Royal Navy ni de la British Army. En Allemagne, c'est en 1935 qu'est créée la Luftwaffe – l'aviation militaire allemande – elle aussi indépendante des autres armées. En revanche, en France, les stratèges ont une conception particulière de l'aviation : pour eux, elle est et doit rester un outil au service des deux seules armées véritables, à savoir la Marine nationale et l'Armée de Terre. En Italie, le général Giulio Douhet émet une théorie qui provoque de vifs débats, et même une certaine moquerie de la part de nombreux stratèges tant en Italie que dans le reste de l'Europe. Il prétend en effet que l'aviation, employée seule, peut gagner une guerre en détruisant les infrastructures économiques et militaires ennemies. Toutes ces conceptions et ces stratégies ont, bien entendu, une importance primordiale sur les budgets militaires, et il n'y a rien d'étonnant à retrouver l'aviation en bonne place au Royaume-Uni et en Allemagne. De même, à partir des années 1930-1935, les États-Unis commencent à développer une aviation performante. En France, en revanche, les efforts sont dispersés et les budgets sont insuffisants pour se doter d'avions modernes en quantité, malgré des projets et des constructeurs de qualité.
Peu à peu, la tension monte en Europe, et les différentes théories et conceptions stratégiques sur l'aviation ne tardent pas à être confrontées à la réalité de la guerre : la première guerre aérienne de l'Histoire s'annonce.

## Préparation à la guerre
Dans les années précédant la Seconde Guerre mondiale, les recherches militaires s'intensifient et de nouvelles inventions révolutionnaires sont ébauchées, telles la turbine (au Royaume-Uni et surtout en Allemagne), la fusée (en Allemagne) ou le radar (au Royaume-Uni).
La guerre d'Espagne sert de terrain d'expérimentation aux forces naissantes de la Luftwaffe. Un épisode connu de cette guerre est le bombardement de la ville de Guernica par les avions de la « Légion Condor », massacre figé par Pablo Picasso.
Seul le bombardier lourd manque à la panoplie de la Luftwaffe. Elle possède, en outre, le Messerschmitt BF109 qui passe pour le meilleur chasseur du moment.
Le Japon, quant à lui, aligne les fameux « Zero » à partir de 1939. Les Mitsubishi A6M, aux performances remarquables qui domineront les combats dans le Pacifique pendant la première moitié de la guerre. Elle utilisera son aviation embarquée pour détruire la flotte américaine basée à Pearl Harbor, ce qui déclenche l'entrée en guerre des États-Unis.
Le Royaume-Uni possède des Hawker Hurricane lents mais bien armés, puis des Supermarine Spitfire plus rapides, capables de résister aux Messerschmitt BF109.  Elle peut compter sur ses radars côtiers et sur son statut d'île, à distance respectable du continent.

## La guerre aérienne en Europe

### Les succès de la Luftwaffe (septembre 1939 à juin 1940)
Après ses victoires en Espagne – pays qui lui sert de terrain d'entraînement grandeur nature –, la Luftwaffe est fin prête ; elle peut désormais dominer les cieux européens. Cette domination se fait en deux temps. D'abord en Pologne avec le concept de Blitzkrieg (guerre-éclair) mis au point par l'état-major allemand, puis sur le front de l'Ouest, à partir de mai 1940, avec ce même concept.
Malgré les accords signés à Munich en 1938, Hitler poursuit sa politique expansionniste. Le 1er septembre 1939, il se lance à l'assaut de la Pologne. Pour cela, il s'appuie sur le concept de guerre-éclair. La Blitzkrieg s'appuie sur deux instruments essentiels : le char et ce qui nous intéresse ici : l'avion, avec le Junkers 87 « Stuka ».
Lorsque Hitler donne l'ordre à ses troupes d'envahir la Pologne, il lance la Blitzkrieg. Celui-ci débute par une attaque des Junkers 87 « Stuka » qui doivent couper l'ennemi de ses réserves et détruire son artillerie. À partir de là, les blindés passent à leur tour à l'action, suivis par l'artillerie et l'infanterie motorisée. Ils nettoient les poches de résistance tandis que les Junkers 87 « Stuka » harcèlent les voies de communication pour éviter l'arrivée des renforts. Les troupes attaquées se retrouvent souvent sans contact avec leur hiérarchie, ce qui contribue à la panique et à la désorganisation de la défense. Le coup de grâce peut alors être porté : les blindés s'enfoncent profondément dans le dispositif adverse, semant un peu plus le désordre. Le deuxième échelon d'infanterie s'installe quant à lui en territoire ennemi pour prendre en charge la logistique des unités de pointe. Face à cet assaut, la Pologne ne peut pas résister et capitule finalement au bout de quelques semaines de combats, malgré une volonté farouche, notamment de la part des aviateurs polonais.
Devant tant de réussite, Hitler poursuit sa conquête de l'Europe en lançant ses troupes sur le Danemark. Une fois encore, la victoire est sans appel. C'est alors que la guerre se déplace en Norvège. Les Britanniques envoient la Royal Navy et des escadrilles d'avions en Norvège pour tenter de couper la route du fer aux Allemands. Cependant la Luftwaffe reste maîtresse des airs pour une raison : ses bases sont proches du front, ce qui n'est pas le cas des appareils britanniques. Ceux-ci opérant pour la plupart à partir du Royaume-Uni, ils n'ont qu'une autonomie de combat réduite, ce qui facilite le travail de la Luftwaffe. Ainsi la Norvège tombe-t-elle à son tour sous la domination allemande. Le succès aidant, Hitler a toute confiance en ses armées et, le 10 mai 1940, il déclenche la guerre-éclair à l'Ouest.
Le « Blitz » ayant fait ses preuves, les Allemands le lancent à l'Ouest : ils traversent la Belgique et percent les lignes franco-britanniques. La situation est donc préoccupante pour les Alliés, même si la Luftwaffe perd de beaucoup plus d'appareils que les alliés (environ cinq cents victoires pour les Allemands face à près de 700 avions abattus par la seule chasse française). Cependant, ils s'assurent la maîtrise des airs. C'est donc une victoire supplémentaire, d'autant que les troupes franco-britanniques sont encerclées dans la poche de Dunkerque. La décision d'une évacuation est prise : c'est l'opération « Dynamo ».
Décidée par le général Gort en accord avec Churchill, cette opération vise à évacuer tous les soldats alliés du continent, soit deux millions six cent mille hommes, à partir du seul port de Dunkerque. Cependant, la situation est telle que l'évacuation se fait aussi à partir des plages. Pour appuyer l'évacuation, les Alliés disposent de 1 375 appareils contre 2 738 pour la Luftwaffe. Le 26 mai 1940, l'opération « Dynamo » débute, mais quand les premiers navires arrivent dans le port, ils s'aperçoivent que celui-ci est si touché qu'il en est inutilisable. Il ne reste donc que les môles et les plages pour évacuer les soldats. Après une pause de vingt-quatre heures pour se ravitailler, l'armée allemande se remet en marche sur Dunkerque et la Luftflotte no 2 du général Albert Kesselring est chargée de réduire la poche.
Le maréchal Hermann Göring, le chef de la Luftwaffe, est si confiant qu'il se vante de pouvoir annihiler la poche avec sa seule arme. Une (première) erreur d'appréciation que Hitler ne lui pardonna jamais. À Dunkerque, la situation est délicate : pendant que les soldats attendent d'être évacués sur les plages, la guerre aérienne est au paroxysme. En effet, la Luftwaffe tente d'empêcher l'évacuation en attaquant les bateaux et en mitraillant les plages alors que la RAF tente de couvrir la retraite alliée. Les pilotes et les avions de la RAF ne sont pas ménagés, loin de là. En effet, les vingt-et-un squadrons affectés au 11e groupe comptabilisent 4 822 heures, 258 victoires, 119 avions ennemis endommagés pour la perte de 87 appareils. Malgré ces efforts, les combats aériens passent inaperçus et un sentiment d'amertume se fait chez les soldats envers la RAF dont on déplore l'absence. Cependant, grâce à ses interventions, elle limite les dégâts de l'évacuation, permettant le réembarquement de 338 226 hommes et affaiblissant un peu plus la Luftwaffe. En effet, malgré ses succès et sa domination, cette dernière a perdu beaucoup d'avions dans sa campagne à l'ouest ; seul Göring ne s'en rend pas compte. Son prochain objectif : le Royaume-Uni.
Ainsi, de 1939 à juin 1940, la Luftwaffe ne connaît que des succès, tant en Pologne et dans le nord de l'Europe qu'à l'ouest à partir du mois de mai. Grâce à une tactique bien rodée, elle s'assure la maîtrise du territoire et de l'espace aérien européen. Au cours de l'opération « Dynamo », la RAF permet de limiter les dégâts, mais il n'en demeure pas moins que les Britanniques sont isolés sur leur île, sans aucun moyen de combattre à terre les Allemands : leurs espoirs reposent sur la Royal Navy et sur la RAF. Mais ils doivent avant tout défendre leur territoire.

### Le rééquilibrage des forces (1940-1941)
Après avoir régné sur le ciel européen de 1939 à juin 1940, la Luftwaffe marque le pas, de juin 1940 à 1941, et on assiste à un rééquilibrage des forces aériennes. Pour mieux comprendre ce coup d'arrêt, nous nous intéresserons d'abord à la Bataille d'Angleterre, avant d'envisager la théorie du bombardement stratégique et ses premières applications.
Poursuivant ses rêves d'hégémonie sur l'Europe, Hitler signe les directives de l'opération Seelöwe le 16 juillet 1940. Cette opération a pour but, à terme, de débarquer au Royaume-Uni, pour achever la conquête de l'Europe. Pour cela, la suprématie aérienne est la clé du succès. Sans elle, la flotte d'invasion allemande ne pourrait pas traverser la Manche pour mener à bien sa mission. Couverte par la Royal Air Force, la Royal Navy aurait beau jeu d'écraser les modestes moyens de la Kriegsmarine. Inversement, sans la protection des chasseurs, les navires britanniques seraient autant de proies faciles pour une Luftwaffe maîtresse du ciel. La phase préliminaire de l'opération consiste donc à anéantir la RAF, ses bases aériennes, et ses usines aéronautiques. Pour cela, la Luftwaffe dispose de 2 820 appareils, dont un tiers de chasseurs. Face à elle, la RAF du général Hugh Dowding peut aligner 591 chasseurs (Spitfire, Hurricane et Defiant), mais aussi des barrages de ballons, des postes de guet et surtout une chaîne de radars côtiers qui s'avèreront déterminants.
Du 8 juillet au 30 septembre 1940, le ciel britannique est le témoin de la plus importante bataille aérienne de l'histoire jusqu'alors, la Bataille d'Angleterre.
 
Le 11 juillet, le port de Portsmouth est bombardé pour la première fois par les allemands. Le 8 août, 257 avions attaquent un convoi maritime près de Weymouth, coulant 7 navires.
  Mais les choses sérieuses doivent commencer le 11 août 1940, le "Jour de l'Aigle" : les Luftflotte no 2, 3 et 5 ont pour mission de détruire la RAF. Göring estime qu'il lui suffit de quatre jours pour avoir la maîtrise du ciel dans le sud de l'Angleterre, et un mois tout au plus pour détruire la totalité de la RAF. C'est ce qu'il promet à Hitler.
  Cependant, le 11 août, la météo est médiocre et les objectifs ne sont pas attaqués, excepté Portland et Douvres. Le lendemain, le temps est à peine plus clément, mais la Luftwaffe bombarde plusieurs aérodromes du Kent et met hors-service la station radar de Ventnor.
 
Finalement, le "Jour de l'Aigle" a lieu le 13 août 1940. En effet, dans la nuit, les usines aéronautiques britanniques sont bombardées, et dans l'après-midi, la Luftwaffe lance ce qui restera sa plus grosse attaque sur le Royaume-Uni. Le Kent, la rade de Southampton et l'embouchure de la Tamise sont pris pour cible, mais le bilan des combats aériens est à l'avantage des Britanniques : 46 appareils abattus contre 13 perdus.
 
Le 15 août, les allemands effectuent 7 attaques massives, avec à nouveau le Kent, des aérodromes et des usines pour cible, pour un total de 2 000 sorties. Le lendemain, les mêmes cibles sont attaquées. 
 Le 18 août, la Luftwaffe perd 71 avions contre 27 à la RAF au cours de raids sur les aérodromes. C'est ainsi que s'achève la première phase de la bataille d'Angleterre à l'avantage des Britanniques, qui n'ont perdu que 181 chasseurs en vol et 30 au sol contre 363 pertes pour la Luftwaffe.
 
Mais la situation des Britanniques est bien plus difficile qu'il n'y parait. En effet, le Fighter Command éprouve de très grosses difficultés pour remplacer ses pertes, la production aéronautique étant très affectée par les assauts de la Luftwaffe. Si les allemands maintiennent leur pression, la RAF risque de ne plus pouvoir combattre, faute d'avions. La situation est donc préoccupante.
 
C'est alors que survient le miracle : Göring change de tactique et décide d'attaquer les aérodromes du 11th Group, dans le sud-est, du 24 août au 6 septembre. 
Dans un premier temps, cette tactique s'avère payante, avec la destruction de 286 avions britanniques. 
Cependant, la météo oblige la Luftwaffe à réduire son activité. Malgré tout, Göring est persuadé que le débarquement est possible et imminent. Or, ayant relâché la pression sur les usines aéronautiques, ces dernières reprennent une activité normale ou presque, et peuvent fournir la RAF en avions flambant neufs. Lorsque le beau temps revient, Göring n'a que peu de temps pour achever la RAF. En effet, Hitler a fixé la date d'invasion au 27 septembre, ce qui contraint la Luftwaffe à vaincre avant le 17 septembre. 
 Mais la RAF a repris ses forces, et le 15 septembre est son jour de gloire : elle détruit 56 appareils allemands, et Hitler repousse ses plans d'invasion. La bataille d'Angleterre s'achève le 30 septembre 1940 par le bombardement de Londres. Désormais, l'invasion n'est plus possible avant la belle saison.
Ainsi, la Luftwaffe a perdu 1 733 avions contre 915 à la RAF de juillet à octobre 1940. Pour la première fois depuis le début du conflit la conquête allemande est stoppée. Le Royaume-Uni, bien qu'affaibli, conserve sa liberté et peut développer sa production aéronautique. Cependant, la guerre aérienne change de forme : les duels de chasseurs disparaissent au profit du bombardement stratégique et des bombardiers lourds.

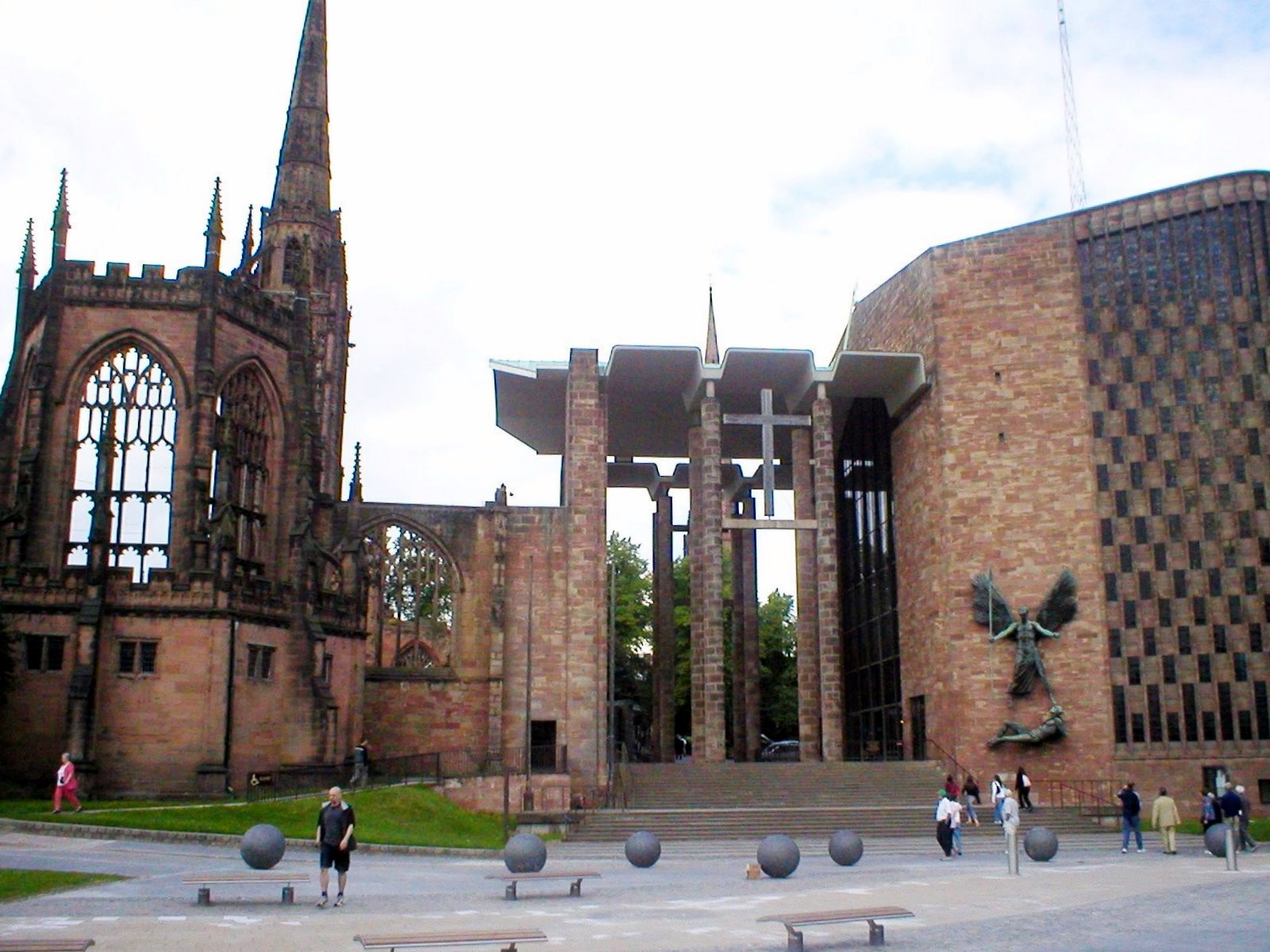
Les ruines de la cathédrale de Coventry

Ayant échoué dans sa tentative de destruction de la RAF, Göring change de tactique et d'objectifs. Début novembre 1940, il ordonne à la Luftwaffe de bombarder, la nuit, les villes, les centres industriels et les ports britanniques, Il adopte ainsi la théorie du bombardement stratégique émise par le Général Douhet. Grâce au prélèvement des bombardiers de la Luftflotte no 2, les allemands disposent de 750 bombardiers. Comme ils volent de nuit, ils peuvent voler plus bas et plus lentement, et donc transporter des charges offensives plus lourdes. C'est Coventry qui a le douloureux honneur d'inaugurer ce type d'attaque, le 14 novembre 1940. Cette attaque, favorisée par un brillant clair de lune et une formation d'éclaireurs est très meurtrière, et n'a aucun objectif militaire. Le but est de toucher la population civile pour la démoraliser et la lasser de la guerre. Cette idée sera très rapidement reprise par les Britanniques. En attendant, la Luftwaffe bombarde les grandes agglomérations industrielles et portuaires britanniques comme Birmingham, Southampton, Bristol, Plymouth et Liverpool. Cependant, ces raids sont bien moins meurtriers que celui de Coventry. Le 29 décembre 1940, c'est Londres, en particulier le quartier de la City qui subit d'importants dégâts (la cathédrale Saint-Paul est également très touchée). Par la suite, les attaques sont moins nombreuses, et le 16 mai 1941, elles prennent fin. En effet, Hitler se prépare à de nouvelles conquêtes, à l'est, et il transfère donc la plupart de ses forces aériennes à la frontière orientale du Reich. Ainsi s'achève l'assaut contre le Royaume-Uni. Les Britanniques, bien entendu, ne sont pas restés inactifs pendant cette période. Ils ont d'abord réagi aux raids en lançant leurs chasseurs contre les bombardiers de la Luftwaffe. Ensuite, ils se sont essayés eux aussi aux bombardements en attaquant quelques objectifs en France, Belgique, Pays-Bas et Allemagne. Cependant, ces attaques sont peu nombreuses, faute de moyens suffisants : les bombardiers sont peu nombreux et leur autonomie peu importante. Enfin, l'emport de bombes est limité. Loin d'être démoralisés et vaincus les Britanniques préparent leur revanche.
Après le coup d'arrêt de la bataille d'Angleterre, nous venons de voir que la Luftwaffe n'en demeurait pas moins présente et pressante, face à des Britanniques qui font le dos rond en attendant des jours meilleurs. Hitler ayant choisi de lancer l'assaut à l'est, la pression allemande se relâche sur le Royaume-Uni. La RAF en profite pour se réorganiser et porter la guerre en territoire ennemi par le seul moyen qui le lui permet : les bombardiers. Ainsi, ils espèrent pouvoir diminuer le potentiel allemand et prendre d'assaut l'Europe hitlérienne.

### L'assaut de l'aviation américano-britannique sur l'Europe (1942 - 1945)

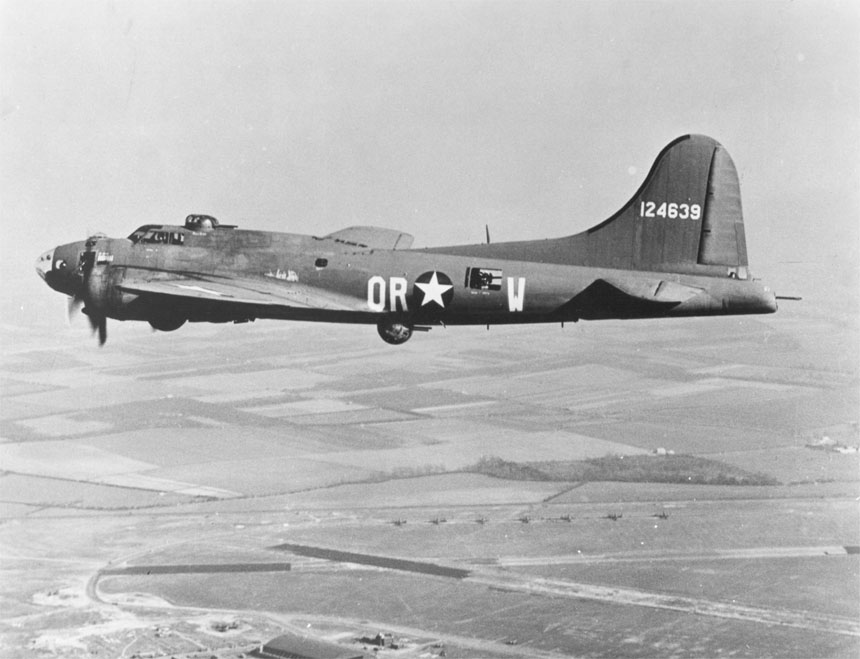
Un bombardier B-17

Seul depuis la capitulation française, le Royaume-Uni reçoit un allié précieux le 7 décembre 1941 avec l'entrée en guerre des États-Unis à ses côtés. Outre le réconfort moral que cela lui apporte, c'est surtout le formidable potentiel industriel des États-Unis qui entre dans la guerre. Dès lors plus rien n'empêche les Alliés de se lancer à l'assaut de l'Europe, dans un premier temps avec le recours aux bombardements stratégiques, et dans un second temps par l'appui aérien apporté aux opérations de débarquement.
Après une période difficile à courber le dos, les Alliés décident de passer à l'offensive et de porter la guerre sur le sol allemand, peu touché jusqu'alors. Or, seule l'aviation est capable de porter la guerre en territoire ennemi grâce aux bombardiers lourds de construction récente (Halifax, Lancaster pour les Britanniques, B-17 et B-24 pour les Américains). Les Alliés reprennent donc à leur tour la doctrine de Douhet : ils souhaitent réduire le complexe militaro-industriel allemand, en bombardant tous les sites stratégiques allemands ou travaillant au service de l'Allemagne. Ainsi, les usines aéronautiques, sidérurgiques, les raffineries, les centres de recherche, les gares de triage, les aérodromes et autre sont pris pour cible. Cette politique de bombardement stratégique a un triple avantage : elle satisfait l'opinion publique britannique avide de revanche après les bombardements qu'elle a subi, elle oblige les allemands à rapatrier des forces aériennes sur le front occidental, soulageant ainsi les forces soviétiques, et enfin, elle réduit les capacités militaires allemandes.

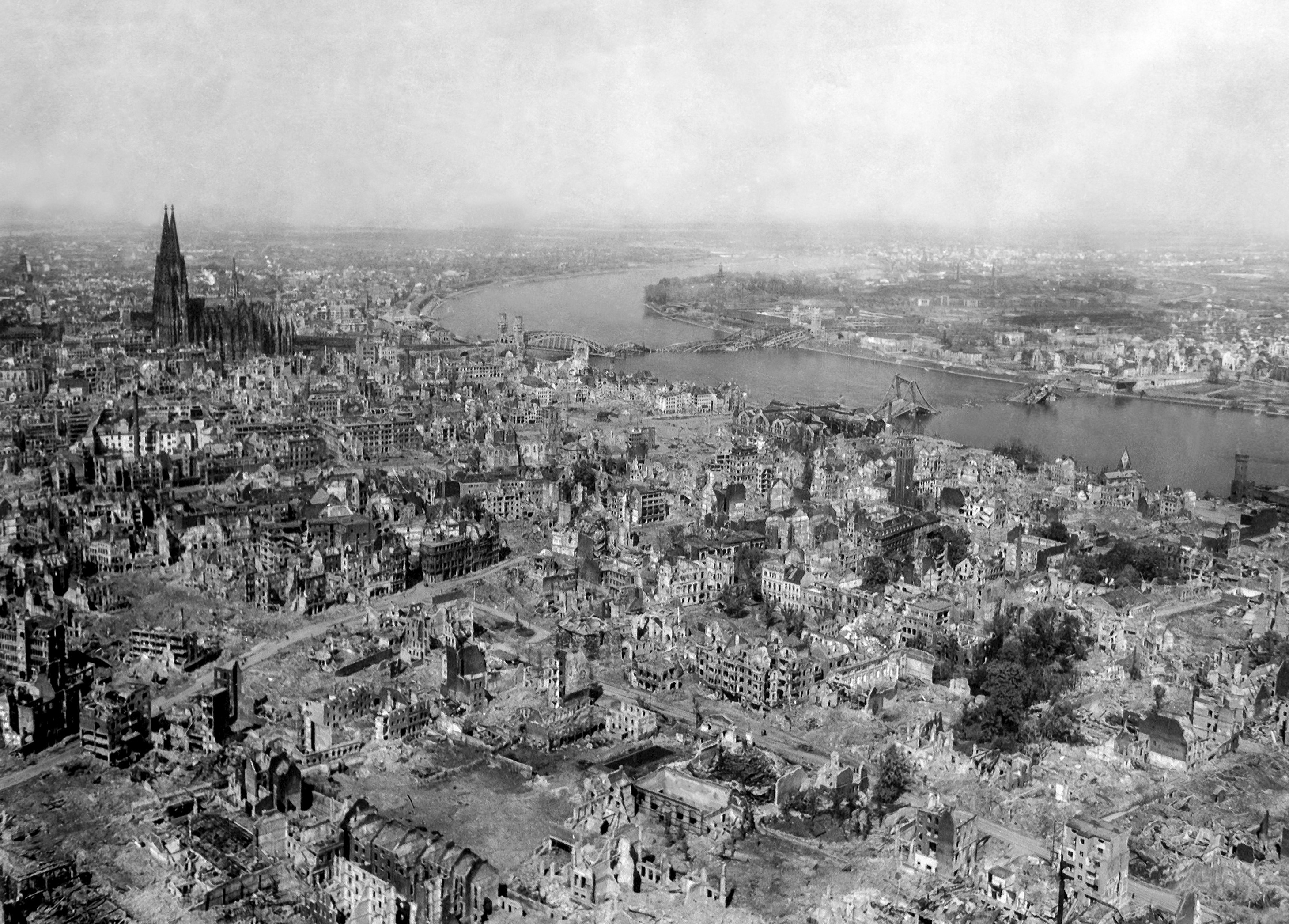
La ville de Cologne en ruine

Pour mettre en œuvre ces bombardements, le Royaume-Uni met en place le Bomber Command à la fin de l'année 1941. Il est dirigé par le Maréchal Sir Arthur Harris qui va très vite gagner le surnom de « Bomber Harris ». Fin décembre 1941, le Bomber Command reçoit ses premiers Lancaster, qu'elle met en œuvre immédiatement. Pourtant, les premiers raids sont des échecs. En effet, les bombardiers volent de nuit, sans couverture de chasse (faute de chasseur à long rayon d'action), les objectifs sont mal définis et le radioguidage inexistant. Il est donc fréquent que les bombardiers se perdent, et lorsqu'ils trouvent la cible, les bombes tombent souvent très loin de l'objectif. Pourtant, très vite, les progrès techniques améliorent les attaques. Ainsi, à partir de 1942, les pilotes sont guidés sur l'objectif grâce à une sorte de radar, et des paillettes d'aluminium (les « windows ») sont larguées sur la cible pour brouiller les défenses allemandes. Le 30 mai 1942, le Bomber Command utilise une nouvelle méthode sur Cologne. Il s'agit d'attaquer un objectif important avec plus de 1 000 bombardiers. Pour obtenir une précision suffisante, l'objectif est marqué par des bombes lumineuses (les « Pathfinder ») larguées par des Mosquito. Le Mosquito est un chasseur-bombardier très rapide et très maniable, ce qui lui permet de voler à basse altitude et d'échapper à la chasse allemande. Lorsque la cible est marquée, les bombardiers peuvent attaquer avec plus de précision. Dès que les bombes sont larguées, une photographie est prise pour évaluer les dégâts causés par le raid, et accroître la précision pour le raid suivant. Désormais, telle sera la méthode d'attaque du Bomber Command pour toute la durée de la guerre.
Les Américains ont une méthode de bombardement légèrement différente : ils bombardent à très haute altitude (entre 20 000  et   26 000 pieds  en général), de jour, en s'appuyant sur des systèmes évolués, notamment le viseur Norden. Dans un premier temps, les Américains pensent que leurs bombardiers sont suffisamment armés pour se défendre seuls de la chasse allemande. Mais après quelques raids désastreux, l'USAAF prend conscience de la nécessité de donner une escorte de chasse à ses formations de bombardiers. Dès 1943, les chasseurs à long rayon d'action (P-38, P-47 et P-51) ont donc pour fonction principale d'escorter les B-17 et B-24 de la 8th USAAF sur le théâtre européen (ETO), et de la 15th USAAF lorsque celle-ci est activée sur le MTO (théâtre d'opération méditerranéen).

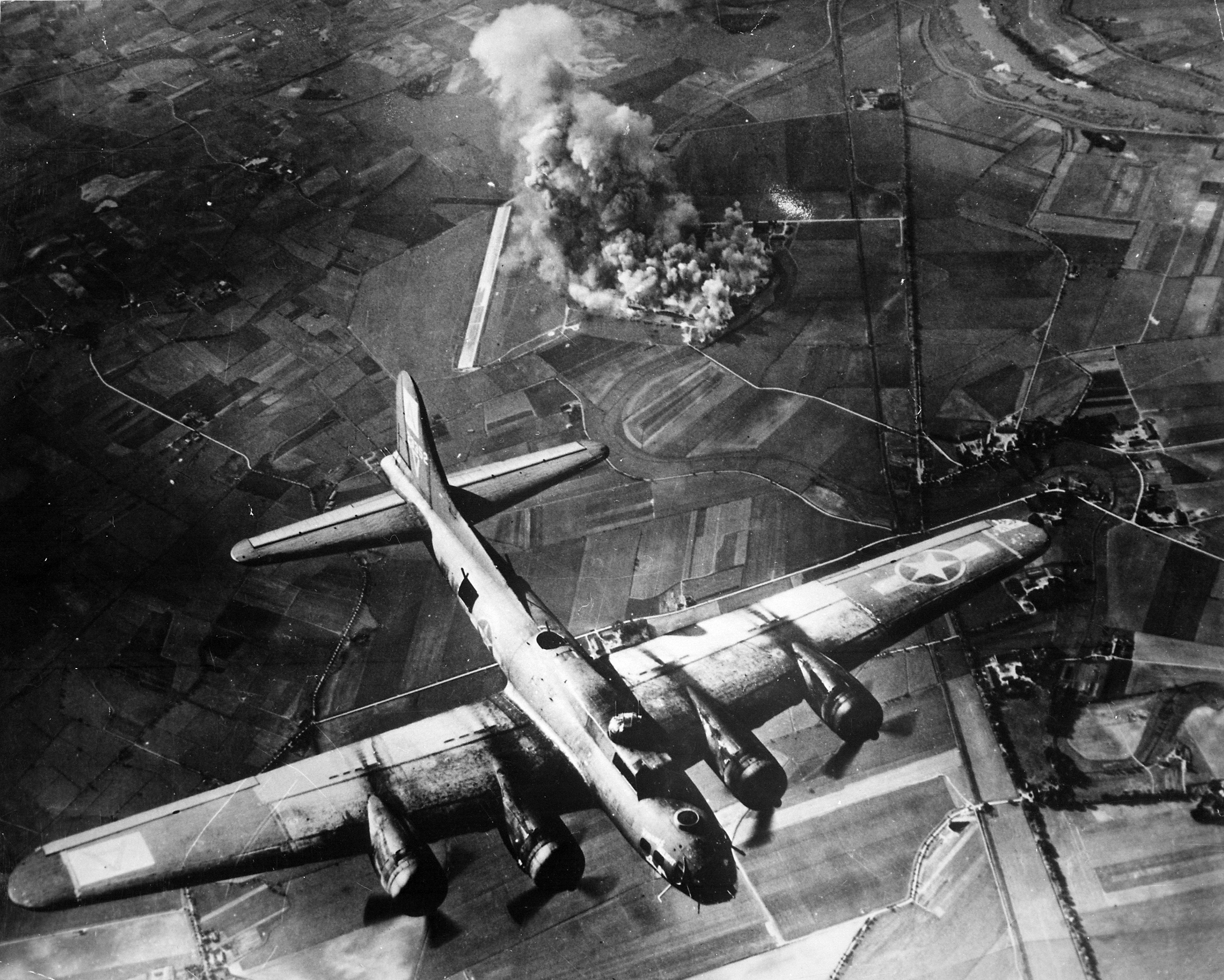
Raid de la USAAF sur Marienbourg en 1943

Quoi qu'il en soit, les Alliés adoptent le bombardement stratégique comme arme ultime, et ils vont ensevelir l'Allemagne sous un véritable « tapis de bombes » selon l'expression consacrée. Les usines de la Ruhr sont leur objectif prioritaire, leur production militaire étant la plus importante d'Allemagne. De 1942 à 1945, cette région est la plus visée de l'Europe allemande. Mais ces raids sont meurtriers pour l'aviation alliée, les pertes avoisinant les 20 %. En effet, l'Allemagne se défend avec force : les usines de la Ruhr, tout comme les sites stratégiques du Reich sont protégés par une puissante Flak, à laquelle se joint la Luftwaffe pour intercepter les bombardiers avant l'attaque, et les traquer sur le chemin du retour.

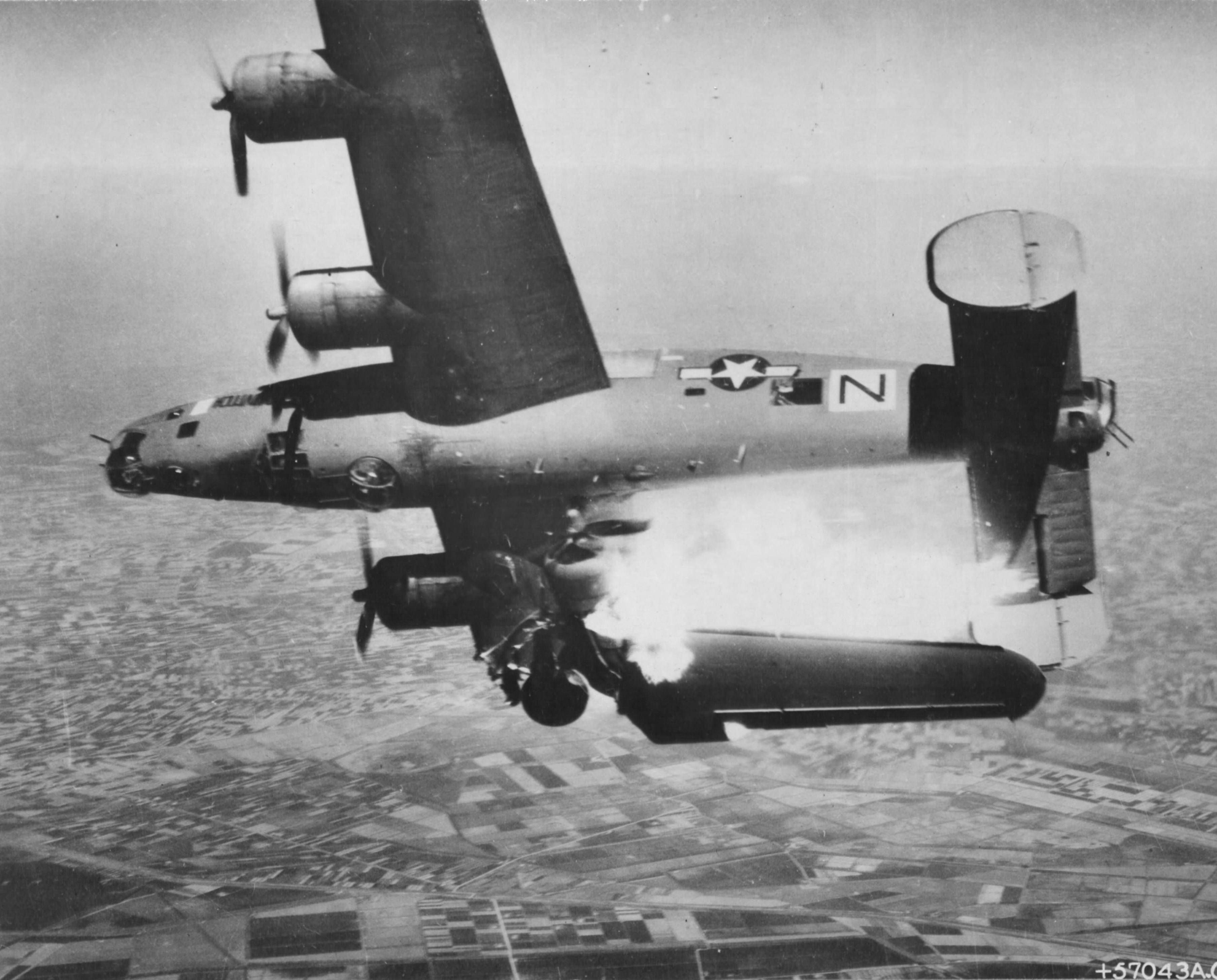
Un B-24 touché par la flak

Malgré cette défense acharnée, tous les sites stratégiques allemands (qu'ils soient en Allemagne ou en Europe occupée) sont bombardés, mais aussi toutes les villes allemandes. C'est la conséquence d'une décision des alliés qui souhaitent terroriser la population allemande, en lui montrant qu'elle n'est à l'abri nulle part, même dans les petites villes sans importance stratégique. Parmi les raids les plus marquants de cette guerre, citons l'opération Chastise, qui consiste en l'attaque des barrages de la Ruhr par le 617e Squadron britannique (surnommé après coup les « Dam Busters ») dans la nuit du 16 au 17 mai 1943. Le 6 mars 1944, c'est Berlin, la capitale du Reich qui est sous les bombes. Citons aussi le bombardement du centre de recherche de Peenemünde, qui endommage gravement les installations, faisant perdre un temps important dans la mise au point des fusées V1 et V2, mais qui met surtout un coup d'arrêt aux recherches sur l'eau lourde et une éventuelle bombe atomique. D'autres objectifs sont passés à la postérité, tant les combats y ont été acharnés : les usines de roulement à billes de Schweinfurt (opération Double Strike), les raffineries de Ploesti, en Roumanie, Ratisbonne, Essen, Düsseldorf... Enfin, le 13 février 1945, un bombardement d'une violence inouïe touche la ville de Dresde. C'est le pendant allié du bombardement de Coventry, en pire : 35 000 morts et une ville rayée de la carte. Tout le monde garde en tête la photographie montrant une statue intacte entourée de champs de ruines que l'on trouve dans tous les manuels scolaires. Ce bombardement, un des plus terribles de l'histoire à ce jour, ne visait aucun objectif militaire.
Tout d'abord, on constate que les bombardements seuls ne permettent pas de gagner la guerre, contredisant en cela les théories du général Douhet. Ensuite, autre constat, les « bombardements de la peur » destinés à démoraliser la population n'ont aucun effet positif pour les Alliés. Bien au contraire, ils augmentent la haine des Allemands à leur égard, et les renforcent dans leur volonté de mourir plutôt que se rendre (c'est ce qui explique en partie la forte mobilisation des Allemands au sein des Volkssturm à la fin de la guerre). Pour autant, le bilan est loin d'être négatif. En effet, les raids aériens ont permis de détruire environ 10 % du potentiel industriel allemand. De plus, ils ont ralenti considérablement la production industrielle du Reich, soit en touchant directement les usines, soit en entravant les transports des matières premières et stratégiques par la destruction des gares de triage. En outre, les bombardements ont contraint les industriels à délocaliser et éparpiller leur production afin de la protéger des attaques. Enfin, les bombardements ont permis de soulager l'Armée rouge sur le front oriental puisque l'Allemagne a rapatrié une grosse partie de la Luftwaffe. Malgré tous ces points positifs, les bombardements seuls ne permettront pas de gagner : les Alliés le savent, et ils décident de débarquer sur le continent pour gagner du terrain, symbole incontestable de la victoire.
Le débarquement est donc la solution choisie par les Alliés pour tenter de gagner la guerre. Or pour qu'un débarquement réussisse, il faut que les troupes soient assurées d'un minimum de couverture aérienne, pour éviter les mitraillages ennemis. Autre impératif, interdire l'arrivée de renforts ennemis sur la tête de pont en coupant les voies de communication. Ces deux missions sont celles de l'aviation lors d'opérations de débarquements. Au cours de la Seconde Guerre mondiale, de nombreuses opérations de débarquement ont lieu, en particulier dans le Pacifique. Sur le théâtre européen, celui qui nous intéresse ici, les principaux débarquements ont lieu en Italie et en France. Étant donné que la technique utilisée dans tous les débarquements est identique, nous appuierons notre explication sur le débarquement de Provence, opération Anvil/Dragoon du 15 août 1944.
L'aviation a une double mission dans une opération de débarquement : assurer la couverture aérienne des troupes débarquées en ayant la maîtrise du ciel et empêcher tous les mouvements de troupes ennemies vers la tête de pont. Pour obtenir ce résultat, il faut préparer le terrain. Ainsi, dès le mois de janvier 1944, Churchill ordonne au SOE de parachuter massivement des armes aux maquis du sud de la France. Ses ordres ne sont pas suivis avec toute la rigueur voulue, mais les maquis reçoivent de nombreux containers remplis d'armes, de munitions, mais aussi de vivres et d'explosifs. Ainsi, dans la perspective du débarquement, les Alliés utilisent l'aviation pour ravitailler les maquis. Ces derniers pourront alors multiplier les sabotages et embuscades pour retarder les troupes allemandes le moment venu. En outre, les maquis reçoivent des agents alliés parachutés, qui ont pour mission de les encadrer et les utiliser au mieux dans l'optique du débarquement. Parfois, certains agents ont des missions très spécifiques, telle la mission « Schooner » dont le but est d'éviter le sabotage du port de Sète par les Allemands.
Cependant, l'aviation ne se limite pas à ces opérations spéciales. En effet, elle doit s'assurer la maîtrise de l'air dans la zone de débarquement. Aussi, il est impératif de détruire le maximum d'avions ennemis. Pour cela, on recourt aux bombardements stratégiques décrit plus haut. Pour le débarquement de Provence, les principales cibles sont les aérodromes d'Orange-Caritat et Orange-Plan de Dieu mais aussi Valence-la trésorière, Montpellier-Fréjorgues, Salon-de-Provence et Istres-le Tubé. Ces bombardements stratégiques ont lieu quelques mois avant le débarquement. Toujours dans l'optique du débarquement de Provence, les Alliés mettent en place la Task Force 88. C'est la force aéronavale du débarquement, dont les aviateurs sont entraînés depuis le mois de janvier dans l'optique de cette opération, sans le savoir. La Task Force 88 est composée de 2 porte-avions américains et 7 porte-avions britanniques, mais cette force ne sera réunie que le 14 août 1944, soit la veille du débarquement. Voilà donc pour ce qui est de la préparation à long terme. Observons maintenant les événements rentrant pleinement dans le cadre de l'opération Dragoon.

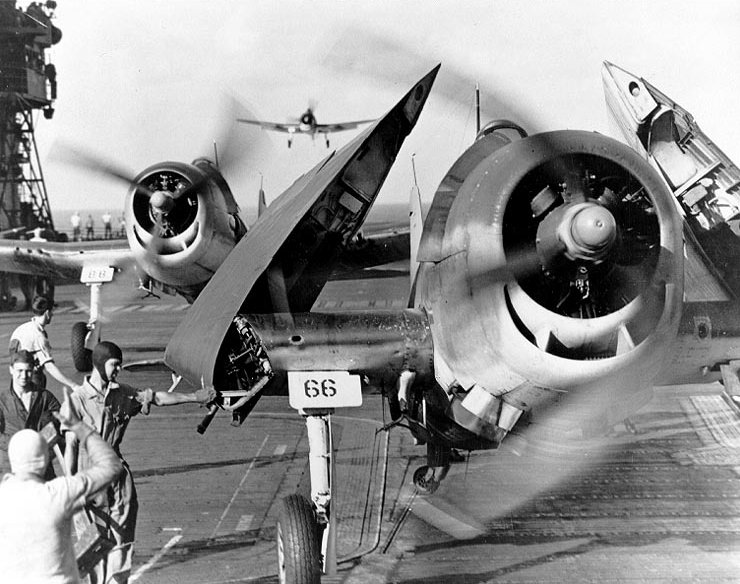
Des F6F Hellcat embarqués

Pour appuyer le débarquement, de nombreuses unités de l'USAAF et de la RAF sont transférées en Corse. L'île de Beauté devient un véritable porte-avions naturel à partir du 12 août 1944. Les premières opérations confiées aux chasseurs, le 13 août, ont pour cible les aérodromes attaqués en mai et juin par les bombardiers. Les bombardiers moyens (B-25 et B-26), s'attachent à détruire les ponts, alors que les bombardiers lourds opèrent les 12 et 13 août sur les plages de tout le littoral (pour laisser les Allemands dans l'expectative quant au lieu du débarquement). Le 14 août, les chasseurs attaquent les postes de commandement allemands à Montfrin, Remoulins, Domazan... afin de désorganiser la défense ennemie. De même, les batteries côtières et toutes les infrastructures de transport sont visées. Pendant ce temps, de nombreuses formations patrouillent entre la Corse et le continent pour intercepter les éventuels avions d'observation de la Luftwaffe qui pourraient repérer la Task Force 88, en route vers la Provence.
Enfin, le 15 août 1944, le débarquement proprement dit commence, avec pour la partie aérienne le largage de parachutistes près du Muy. Des chasseurs de l'USAAF et de la RAF patrouillent sur les plages, pour protéger les troupes au sol, alors que d'autres bombardent en piqué les batteries côtières et les infrastructures de transport et de communications. Les appareils de l'aéronavale, eux, effectuent de nombreuses missions de « Spotting » qui consistent à repérer des cibles pour le compte des destroyers, qui se chargent de les détruire. Cependant, leurs tâches ne se limitent pas à cela. Eux aussi attaquent les batteries côtières et les infrastructures allemandes. Lorsque le succès de la première phase du débarquement semble assuré, c'est-à-dire vers le 17-18 août 1944, l'aviation reçoit l'ordre de mener des missions de reconnaissance armée dont le but est clair dans l'esprit des pilotes : « Détruire tout moyen de transport allemand, et tout ce qui peut être utilisé par l'ennemi pour se rendre en Provence au plus vite » (dixit R. Arrowsmith, pilote au 1st FG, 15th USAAF). Ainsi, les mitraillages et bombardement en piqué se multiplient, aussi bien en Provence qu'en Languedoc. Les voitures, les trains, les ponts, les dépôts de pétrole, les barges, les voies ferrées, et tout ce qui pourrait servir aux Allemands est attaqué. En outre, l'attention des pilotes est attirée par l'État-major sur les divisions blindés allemandes et les troupes qui font route vers la Provence : elles ne doivent pas y arriver. Et elles n'y arriveront pas  En effet, le Rhône est infranchissable ou presque, tous les ponts étant coupés depuis le 16 août. De plus, les colonnes sont harcelées par la conjonction des maquis (armés quelques mois plus tôt par l'aviation) et des chasseurs alliés. Aussi, les reddition allemandes se multiplient, à Montpellier, Tornac, Salinelles... Dès le 21 août, de nombreux groupes sont renvoyés à leur base en Italie (c'est le cas notamment des 1st et 14th FG). Puis, le 24 août, c'est la moitié de la Task Force 88 (le Task Groupe 88.1) qui est renvoyée en Sardaigne, l'autre moitié suivant le 29 août. Alors quel bilan tirer de ce débarquement aérien ?

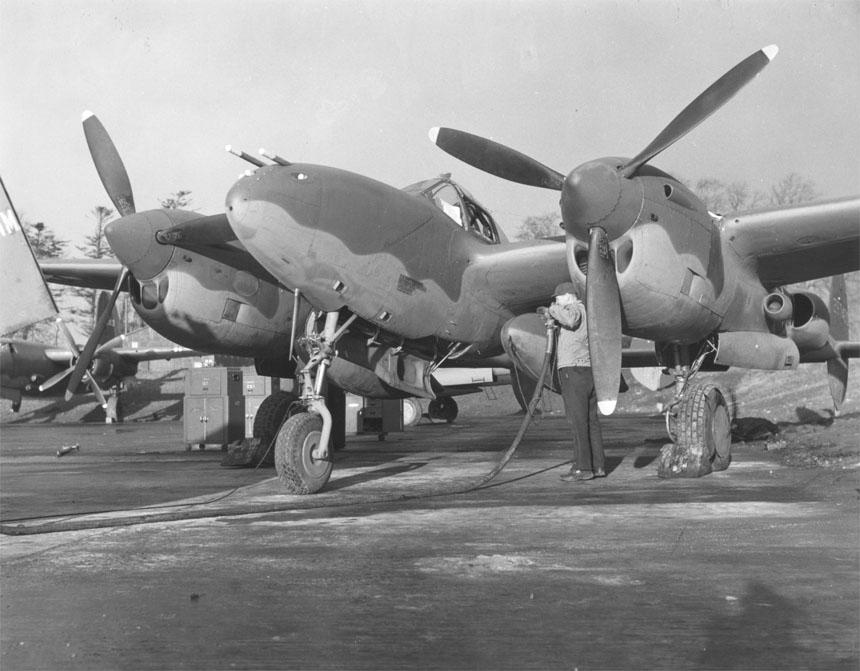
Un P-38 fait le plein

Il faut bien l'avouer, le succès est total. La maîtrise de l'air est complète dès le 15 août, ce qui surprend les Alliés eux-mêmes, qui s'attendaient à quelques apparitions des chasseurs de la Luftwaffe. La première tâche de l'aviation est donc accomplie sans encombre. Quant à la seconde tâche, à savoir éviter l'arrivée de renforts, force est de constater qu'elle est également exécutée correctement, puisque aucune troupe allemande importante ne parvient à franchir le Rhône sans encombre. Le débarquement de Provence est donc un grand succès. Il faut dire qu'il bénéficie de l'immense expérience acquise dans le domaine par les alliés depuis le début de la guerre, notamment après les opérations Torch d'octobre 1942 et Overlord de juin 1944. Telle est donc l'utilisation de l'aviation faite par les Alliés lors des débarquements.
Ainsi, à partir de 1941-1942, nous voyons que les Alliés souhaitent porter la guerre sur le sol allemand, et qu'ils y parviennent en adoptant la méthode des bombardements stratégiques. Mais, constatant les limites de cette méthode, ils ne peuvent faire l'économie de débarquements sur le continent européen pour mettre à mal le IIIe Reich. Nous avons pu nous rendre compte, en nous appuyant sur le débarquement de Provence, que l'aviation jouait une place très importante dans ce type d'opération, et que le succès de ce genre de manœuvre résidait avant tout dans la supériorité aérienne. Alors quels enseignements peut-on tirer de la Seconde Guerre mondiale du point de vue de la guerre aérienne sur le théâtre européen ?

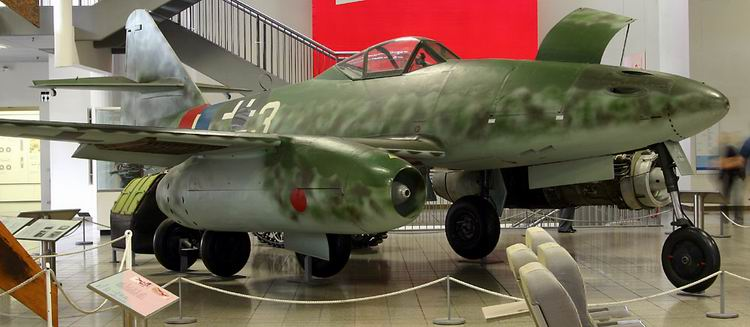
Un Messerschmitt Me 262, l'un des premiers chasseurs à réaction de l'histoire, et le premier à être construit en série.

À la fin de la Première Guerre mondiale, les stratèges savent que le champ de bataille est désormais tridimensionnel. Aussi, de nombreux pays font l'effort de s'équiper de façon convenable dans le domaine aéronautique. Mais ce n'est pas le cas de tous. Or, force est de constater que les bruits de bottes sont remplacés par les hurlements des sirènes dès le début des hostilités, et que seuls les pays ayant mis l'accent sur l'aviation tirent leur épingle du jeu ou limitent les dégâts. C'est le cas de l'Allemagne, mais aussi du Royaume-Uni. De cette première expérience, il ressort que l'arme aérienne est primordiale dans ce conflit, et les généraux basent alors leur succès sur l'aviation. C'est le cas de Hermann Göring entre 1940-1941, puis de Harris et Eaker de 1941 à 1945. Cependant, les méthodes d'utilisation ne sont pas livrées avec les avions, et chacun tente d'organiser ses forces au mieux, selon ses contraintes et ses possibilités. La Seconde Guerre mondiale est donc avant tout un laboratoire dans lequel les diverses forces aériennes vont mettre au point leurs techniques de combats : quelle formation est la plus appropriée, à quelle altitude voler, faut-il bombarder de jour ou de nuit, quel type de cible attaquer etc.

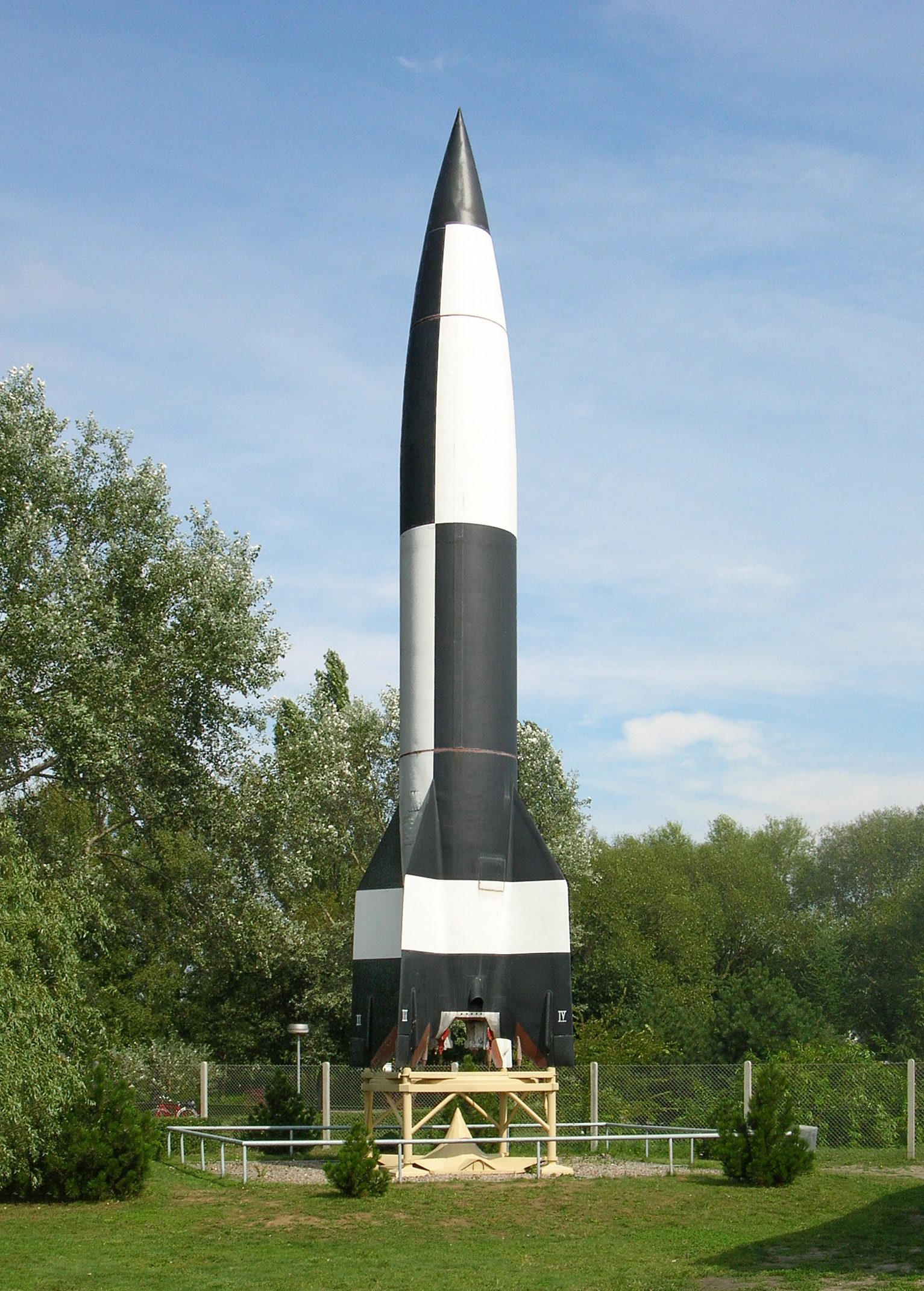
Un missile V2

Outre les techniques, il y a une véritable course technologique entre les adversaires. Les Allemands, partis dès 1935, possèdent une technologie aéronautique de premier ordre, avec notamment les chasseurs  Messerschmitt BF109 et Focke-Wulf Fw 190. En revanche  leurs bombardiers sont de qualité très inférieure. Le Royaume-Uni a une bonne chasse, avec les Hurricane et Spitfire, alors que ses bombardiers sont moyens. Les États-Unis sont mal équipés en 1939, mais ils ne sont pas en guerre. En revanche, ils ont de nombreux projets qu'ils décident de réaliser à partir de 1938-1939. Les avions voient le jour en 1941-1942 puis tout au long de la guerre. Il s'agit d'appareils désormais mythiques : P-47, P-38, P-51, B-17, B-24, B-25 et B-26. La course à la technologie a donc lieu tout au long de la guerre, et les derniers modèles produits sont tout simplement des avions à réaction, qui volent à une vitesse inimaginable jusqu'alors. La Seconde Guerre mondiale est donc le berceau du réacteur, et donc de l'aviation moderne. Et si l'homme a pu mettre le pied sur la lune, on le doit en grande partie à cette guerre. En effet, Wernher von Braun, le chef de projet des missions « Apollo » n'est autre que le concepteur des fusées V1 et V2 pour le compte des Allemands, récupéré à la fin de la guerre par les Américains. La Seconde Guerre mondiale a donc permis de développer l'aviation, ses techniques et ses modes d'action.

## La guerre aérienne dans le Pacifique
Dans l'océan Pacifique, la guerre oppose principalement les Américains et les Japonais. Il s'agit essentiellement d'une guerre aéronavale. Parmi les particularités des combats dans le Pacifique, l'utilisation des unités japonaises kamikaze en 1944. Étant donné la superficie du théâtre d'opérations, les différentes forces aériennes doivent adapter leurs appareils, en particulier l'USAAF. C'est ainsi que naissent les bombardiers à long rayon d'action B-29. C'est à l'un d'entre eux, Enola Gay, que l'on doit le premier bombardement atomique de l'histoire sur la ville d'Hiroshima. Le deuxième bombardement sur Nagasaki entraîne la capitulation sans condition du Japon, marquant ainsi la fin de la Seconde Guerre mondiale en 1945.
À partir de la défaite navale japonaise lors du Turkey shoot de la bataille de la mer des Philippines (juin 1944), les forces aériennes américaines disposent de la suprématie sur le théâtre d'opérations. Ceci s'illustre en particulier lors de l'opération Ten-Gō, où le cuirassé Yamato affronte uniquement des unités aériennes américaines.